# Pogromen i Wąsosz
Pogromen i Wąsosz var ett massmord på judar som genomfördes av en polsk polisstyrka i Wąsosz (vojvodskapet Podlasien) den 5 juli 1941. Vid denna tidpunkt bodde det mellan 400 och 600 judar i staden. De omkring 250 liken efter offren begravdes i en massgrav på ett fält intill staden.
Ett motiv som nämns i fallet Jedwabne och Wąsosz är att pogromen skedde efter uttåget av den sovjetiska Röda armén som tidigare ockuperade området. Vissa judar anklagades för att ha välkomnat Röda armén 1939 och samarbetat med NKVD vid deportation och fängslandet av icke-judiska polacker och hämnden spelade en roll. Trots att det rörde sig om två byar av 10 000–20 000 liknande byar och småstäder där pogromer inte skedde används händelserna som stereotypa belägg för allmän polsk antisemitism, liksom om judars allmänna sympatier för sovjetmakten.
Brott vid pogromen i Wąsosz utreds av Instytut Pamięci Narodowej (IPN, Institutet för Nationell Hågkomst) i Polen.